# La fotografía de los Grupos de la Muerte (Einsatzgruppen) en Ivangorod

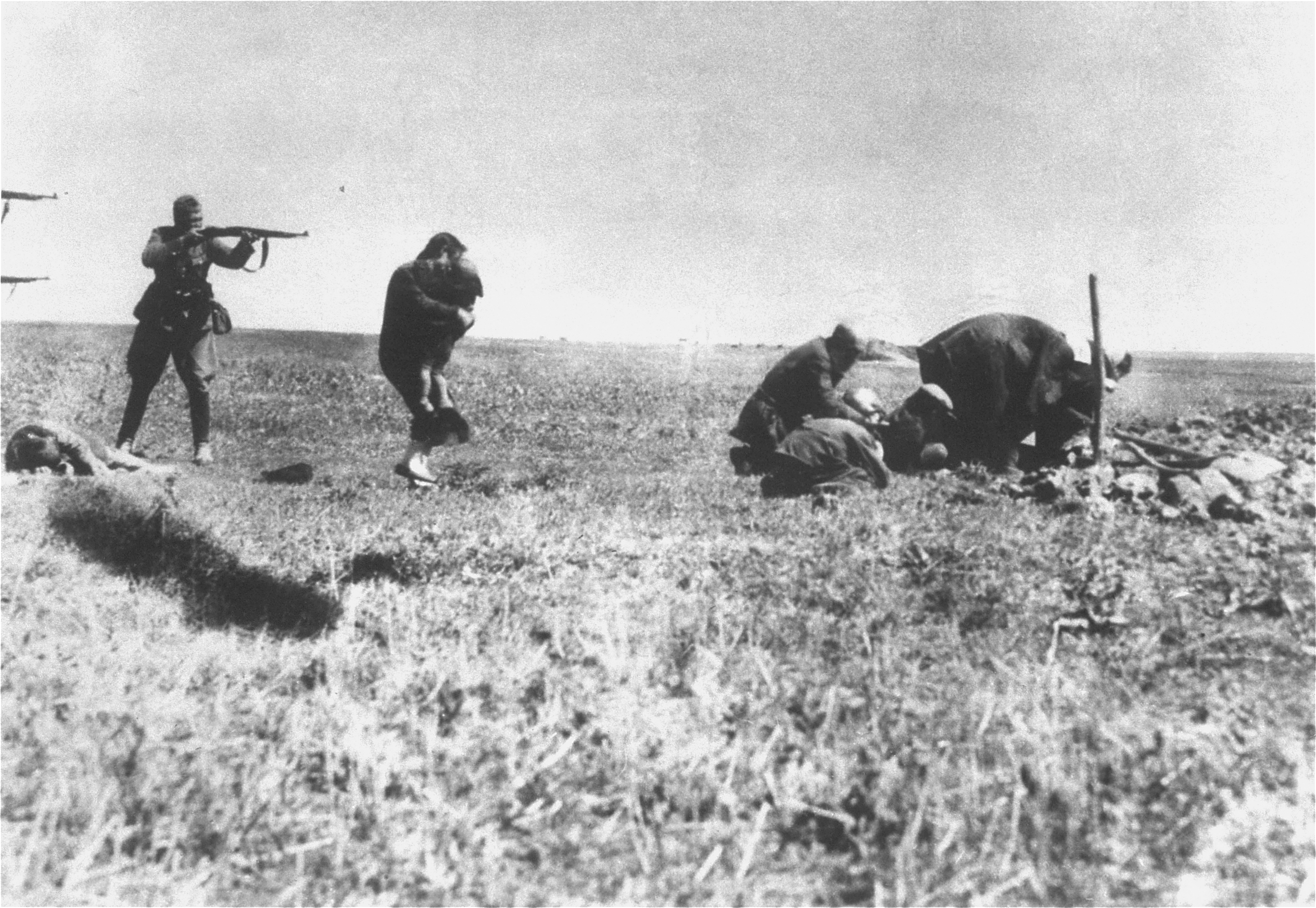
Grupos de la Muerte (Einsatzgruppen)

La fotografía de Einsatzgruppen de Ivangorod es una fotografía icónica del Holocausto, en la que aparece un soldado alemán apuntando su arma a una mujer judía que trata de proteger a un niño con su cuerpo.  La fotografía muestra el asesinato de judíos a manos del Einsatzgruppen (escuadrón de la muerte) cerca de Iwanhorod (Jristínivka), Ucrania, en 1942. Fue descubierto por la Resistencia Polaca en Varsovia y conservado por el fotógrafo Jerzy Tomaszewski. En los años sesenta, se afirmó que la fotografía era una falsificación comunista, afirmación que fue desmentida y desde entonces aparece en muchos libros, museos y exposiciones que tratan sobre el Holocausto. La historiadora Yanina Strock describió la fotografía como «un símbolo de la barbarie nazi y el asesinato a escala industrial de aproximadamente 6 millones de judíos en Europa». 
En el transcurso el Holocausto, más de un millón de judíos fueron exterminados en Ucrania. La mayoría fueron ejecutados masivamente en ejecuciones organizadas por los Einsatzgruppen (Escuadrones de la Muerte) junto con colaboradores ucranianos.  En 1897, el censo del Imperio Ruso contaba con unos 442 judíos de una población de 3032 personas que vivían en la ciudad de Ivángorod, ubicada en la región de Cherkasy, en el centro de Ucrania.  En 1942, los Einsatzgruppen llevaron a cabo ejecuciones masivas en la ciudad, en las que murieron un número indeterminado de víctimas. 

## Fotografía
En la fotografía aparecen seis víctimas. El cuerpo a los pies del soldado alemán es el de una mujer que ya fue ejecutada. En el centro de la imagen se ve una mujer protegiendo a un niño con su propio cuerpo. Una de sus piernas está alzada, quizás en un intento de escapar o quizás porque la fotografía fue tomada apenas después de que le dispararan. A la derecha se visualizan tres hombres. Solo un soldado es completamente visible en la imagen y parece estar apuntando a los hombres con su arma de fuego. Las armas en poder de los soldados alemanes se asoman desde el borde izquierdo de la imagen, apuntando a la mujer y al niño. Las sombras en el extremo izquierdo de la imagen indican la posible presencia de soldados alemanes adicionales. Se puede ver una estaca de madera y una pala a la derecha de la foto, lo que indica que las víctimas podrían haber sido obligadas a cavar sus propias tumbas. 
La identidad del fotógrafo es desconocida, pero al parecer es un soldado alemán. Gran cantidad de soldados alemanes filmaron los crímenes que cometieron. 

## Descubrimiento de la imagen y su publicación.
La resistencia polaca se infiltró en la oficina de correos de Varsovia para interceptar correspondencia sensible y enviarla al gobierno polaco en el exilio en Londres.  A los polacos y a los judíos se les prohibió poseer cámaras, pero la resistencia polaca sostenía talleres clandestinos para desarrollar imágenes que documentaran los crímenes de los nazis. En su juventud, Jerzy Tomaszewski trabajaba en un laboratorio clandestino llamado "Foto-Rys",   y descubrió la fotografía, en su reverso estaba escrito «Ucrania 1942, Yudanaktion, Ivano-Frankivsk». Envió una copia de la fotografía al gobierno polaco en el exilio y guardó la copia original en su archivo personal. 

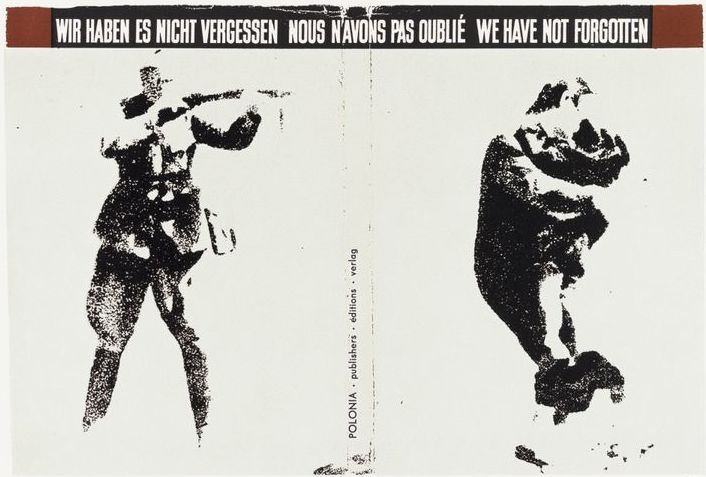
La imagen tal como aparece en la portada del libro de 1959.

La foto fue publicada por primera vez en Polonia en 1959 por la Asociación de Luchadores por la Libertad y la Democracia en la portada de un libro de fotos titulado «1939-1945. No hemos olvidado»  Tomashevsky fue uno de los editores del libro y apoyó su publicación a pesar de que sabía que el libro usaba fotografías de propaganda comunista, ya que era la única forma de imprimir las fotografías.  Muchas publicaciones recortan la imagen para que solo contenga al soldado, la mujer y el niño. La historiadora de la fotografía Yanina Strock afirma que al recortar la imagen se omite «las partes menos emotivas y más confusas de la imagen».  El Dr. Adam Muller sostiene que si bien la versión recortada de la imagen destaca la «intensidad catastrófica del vínculo de la madre con su hijo», también omite el entorno y el contexto. Según él, la versión completa de la imagen revela que esta no es una escena de sufrimiento personal y brutalidad individual, sino parte de una ejecución en masa. 
Desde su publicación, la imagen de la masacre de Ivángorod ha aparecido en libros, museos y exposiciones que tratan sobre el Holocausto. En su libro Reading the Holocaust, la historiadora Inga Kalendinen describió la imagen como «icónica porque destila el horror nazi». Según el escritor y periodista Robert Fisk, la foto es «una de las fotos más impresionantes y convincentes del Holocausto nazi».  Struck afirmó que «se convirtió en un símbolo de la barbarie del régimen nazi y el asesinato de aproximadamente 6 millones de judíos europeos». 

## Imputaciones de falsificación
El periódico de extrema derecha de Alemania Occidental Deutsche Soldaten Zeitung (abreviado DSZ; Periódico de los soldados alemanes)  publicó una acusación de falsificación el 26 de enero de 1962 por Otto Kroy, conocido por sus escritos sobre técnica fotográfica, bajo el título Achtung Fälschungen (Cuidado con las falsificaciones). Croy afirmó que las autoridades comunistas de Polonia falsificaron la foto para acusar falsamente a Alemania de cometer crímenes de guerra. Afirmó que la foto no mostraba a un soldado alemán y que las armas y los uniformes no eran auténticos.  Antes de la publicación del libro 1939-1945. No hemos olvidado, la editorial de Alemania Occidental Verlag Kurt Desch verificó la autenticidad de la foto contactando a Roman Krest, profesor de literatura alemana en la Universidad de Varsovia, quien respondió que se trataba de una copia fidedigna de una foto que se encontraba en la archivos históricos en Varsovia, que representan una ejecución masiva de 1942.

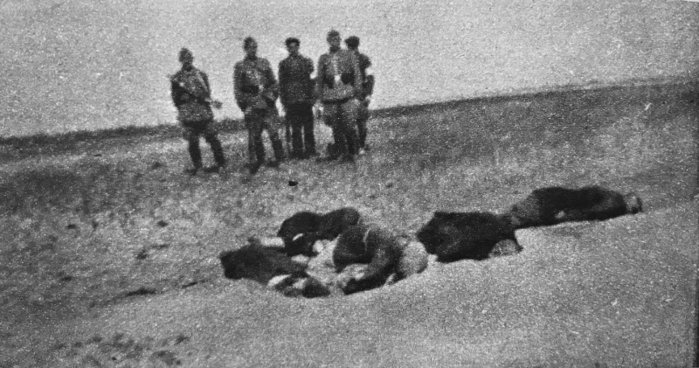
Einsatzgruppen de Alemania con civiles judíos asesinados en Ivanhorod, Ucrania (1942), que apareció en Świat

En respuesta a las acusaciones, Tomaszewski y Dausz Mazur (uno de los editores del libro "1939-1945. No hemos olvidado") publicaron otra foto de la misma fuente en la revista polaca Świat el 25 de febrero. La foto muestra a cinco hombres armados, uno de civil y el resto de uniforme, de pie y mirando a la cámara sobre una pila de cadáveres. Había algunas similitudes entre esta imagen y la imagen más conocida del tiroteo masivo, pero carecía del «impacto dramático» según Struck. El terreno llano y estéril era el mismo, uno de los hombres era particularmente similar al soldado de la imagen anterior, y la inscripción «Ucrania 1942» estaba escrita en el reverso de la foto con la misma letra. En el artículo, Tomashevsky describió al DSZ como partidario del Tercer Reich y acusó al artículo que publicó de reescribir la historia.
Las acusaciones continuaron circulando en la prensa de Alemania Occidental durante más de dos años, en lo que Tomaszewski describió como una «guerra del periodismo». El gobierno polaco estaba preocupado por un incidente diplomático que podría ocurrir si la foto fuera realmente una falsificación, por lo que envió a funcionarios a la casa de Tomaszewski para examinar la foto. En 1965, Der Spiegel publicó un artículo de Kurt Wiewog, exmiembro de un regimiento de la policía alemana destinado en Noruega, quien confirmaba que las armas y uniformes de la foto coinciden con los utilizados en su unidad y los de los Einsatzgruppen. 